# Don't Trust the B---- in Apartment 23
Don't Trust the B---- in Apartment 23 is een Amerikaanse komische televisieserie uit 2012 van ABC. B---- staat voor bitch ('teef', 'kreng').
De reeks werd voor het eerst uitgezonden op 11 april 2012, onmiddellijk na Modern Family. Op 11 mei 2012 besloot de zender om ook een tweede seizoen van de reeks te bestellen. De kijkcijfers vielen echter tegen in het tweede seizoen en ABC besloot om de reeks voortijdig te beëindigen. 
In Nederland werd het uitgezonden door RTL 7 en in België door 2BE.

## Verhaal
De serie vertelt het verhaal van June (Dreama Walker), die van Indiana naar New York verhuist voor haar nieuwe baan. Maar eens aangekomen blijkt de firma net failliet en staat ze op straat. Ze reageert op een contactadvertentie en komt terecht in het appartement van Chloe (Krysten Ritter). Zij is een geslepen, gemene meid die graag feest en uitgaat en ze is een van de beste vrienden van acteur James Van Der Beek (die in deze reeks 'zichzelf' speelt). Ze probeert June terug naar Indiana te krijgen, maar wanneer dat plannetje mislukt, krijgen de twee sympathie voor elkaar en worden ze goede vriendinnen.

## Rolverdeling
| Acteur             | Rol           | Beschrijving personage |
| ------------------ | ------------- | --- |
| Dreama Walker      | June Colburn  | June is een wat naïeve, net afgestudeerde, ambitieuze jonge dame die carrière wil maken in New York. Als dat plan mislukt, moet ze intrekken in het appartement van Chloe. Ze vindt dan een job in een koffiehuis.                                       |
| Krysten Ritter     | Chloe         | Chloe is de (zogenaamde) 'bitch' van appartement 23. Ze is asociaal, immoreel en leidt mensen vaak op het slechte pad. Haar beste vriend is acteur James Van Der Beek en om te overleven 'entertaint' ze diplomaten die voor de Verenigde Naties werken. |
| Liza Lapira        | Robin         | Robin is de buurvrouw van Chloe en June en geobsedeerd door Chloe. Ooit woonde ze samen met Chloe, maar ze woont nu aan de andere kant van de gang. Ze zou dolgraag de plaats van June innemen. Ze werkt als verpleegster in een plaatselijk ziekenhuis. |
| Michael Blaiklock  | Eli Webber    | Eli is de nogal voyeuristisch ingestelde buur van Chloe en June. Hij werkt als een inspecteur voor het departement gezondheid. |
| Eric Andre         | Mark Reynolds | Mark is de baas van June in het koffiehuis waar ze werkt. |
| James Van Der Beek | Zichzelf      | James is de beste vriend van Chloe. Hij is een acteur die zijn carrière een nieuwe wending probeert te geven. |